# On the Come Up
On the Come Up ist ein Filmdrama von Sanaa Lathan, das im September 2022 beim Toronto International Film Festival seine Premiere feierte und am 23. September 2022 in das Programm von Paramount+ aufgenommen wurde. Der Musikfilm basiert auf dem gleichnamigen Jugendbuch von Angie Thomas.

## Handlung
Als sich Bri Jackson mit dem Rapper M-Dot batteln will, verschluckt sich die 16-Jährige, bevor der Wettbewerb überhaupt begonnen hat. Aus der Fassung gebracht von M-Dots Hinweisen auf die Heroinsucht ihrer Mutter Jay und den Tod ihres Vaters, stürmt Bri wütend von der Bühne. Ihr Manager und ihre Tante Pooh erinnern Bri daran, dass Scheitern in diesem Business dazugehört und ermutigen sie, nicht so einfach aufzugeben. Daraufhin setzt Bri den Battle fort. Der Teenager versucht damit auch das Vermächtnis ihres toten Vaters zu ehren.
Es gibt nur wenige Orte, an denen Bri sich wohlfühlt. Wenn sie aber vor dem Wandgemälde ihres Vaters in Garden Heights steht und an der goldenen Halskette herumfingert, die er ihr vor seinem Tod geschenkt hat, kann sie ihre Sorgen für einen Moment vergessen. Ihr Vater, bekannt als Lawless, war eine Underground-Hip-Hop-Legende und einer der größten Rapper in der Gegend, und Bri wird daher auch Lil' Law genannt. Bri ist fest entschlossen, eine der größten Rapperinnen der Heights zu werden, genau wie ihr Vater. Daher steigt sie regelmäßig in „The Ring“ in der Boxhalle der Stadt, um sich mit anderen Rappern zu batteln.
Ihre Mutter Jay versucht gerade, sich von ihrer Heroinsucht zu befreien und ist mit Miete und Strom um Monate im Rückstand. Ihr Bruder Trey versucht zu helfen, aber mit seinem Job in der Pizzeria verdient er nicht viel. In der Schule werden Bri und ihre besten Freunde Malik und Sonny ständig von den Sicherheitskräften überwacht, die sie unter der überwiegend weißen Schülerschaft generell für verdächtig erachten.

## Produktion

### Literarische Vorlage
Der Film basiert auf dem Jugendbuch On the Come Up von Angie Thomas, das 2019 bei HarperCollins veröffentlicht wurde. Der Roman konnte sich an die Spitze der Bestsellerliste der New York Times setzen. Bereits Thomas’ Roman The Hate U Give wurde verfilmt. Der Regisseur George Tillman, Jr. fungierte bei On the Come Up als einer der Produzenten.

### Filmstab und Besetzung

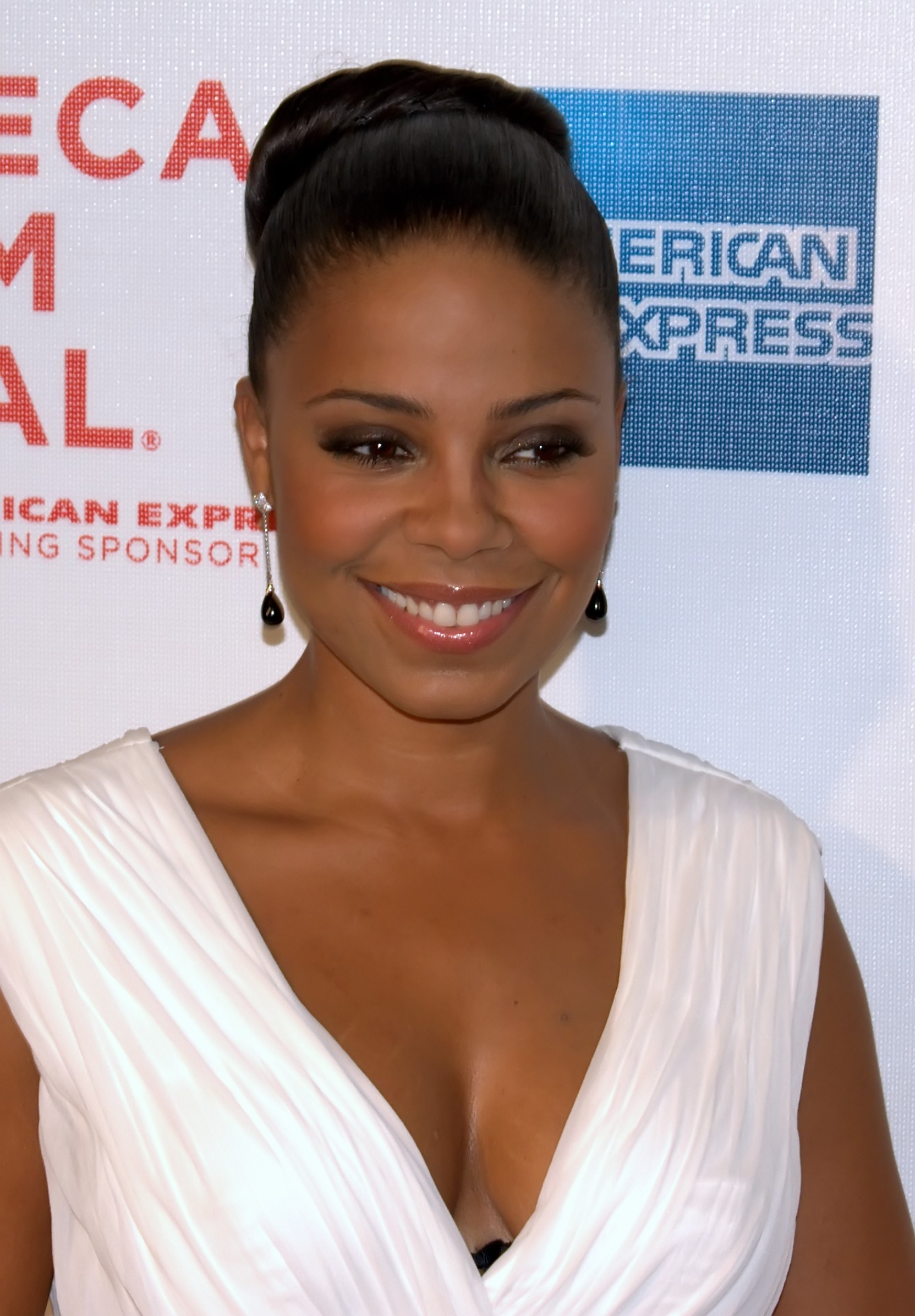
Regisseurin Sanaa Lathan

Bei On the Come Up handelt es sich um das Regiedebüt der Emmy-nominierten Schauspielerin Sanaa Lathan. Thomas’ Roman wurde von Kay Oyegun für den Film adaptiert.
Die Nachwuchsschauspielerin Jamila C. Gray spielt in der Hauptrolle Bri Jackson. Der Musiker Titus Makin spielt ihren Bruder Trey. Michael Cooper Jr. und Miles Gutierrez-Riley sind in den Rollen ihrer besten Freunde Malik und Sonny zu sehen. Da’Vine Joy Randolph spielt Bris Tante Pooh. Der Rapper GaTa spielt M-Dot, der Rapper Cliff „Method Man“ Smith Bris Förderer Supreme, den Sohn des alten Managers ihres Vaters. Die Regisseurin selbst spielt Bris Mutter Jay. In weiteren Rollen sind die Musiker Lil Yachty, Mike Epps als Hype und Justin Martin zu sehen.

### Marketing, Veröffentlichung und Filmmusik
Der erste Trailer wurde im Juni 2022 vorgestellt. Die Premiere erfolgte am 9. September 2022 beim Toronto International Film Festival. Am 23. September 2022 nahm Paramount+ den Film in sein Programm in Nordamerika auf. Am gleichen Tag erfolgte ein Start in ausgewählten US-Kinos. Zu einem späteren Zeitpunkt soll der Film auch international via Paramount+ gezeigt werden.
Die Filmmusik komponierte Daniel Wohl. Zum US-Kinostart wurde von Paramount Music ein Soundtrack-Album mit insgesamt 12 Songs veröffentlicht, die von den Schauspielern des Films gesungen werden. Zeitgleich wurde das Klavierstück mit dem Titel Chopin’s Waltz veröffentlicht, komponiert und arrangiert von der Pianistin  Chloe Flower und basierend auf Chopins Waltz Op. 64: No. 2 in C-Sharp Minor. Das Soundtrack-Album mit insgesamt 16 Musikstücken wurde Anfang November 2022 von Paramount Music als Download veröffentlicht.

## Rezeption

### Kritiken
Von den bei Rotten Tomatoes aufgeführten Kritiken sind 73 Prozent positiv.

### Auszeichnungen
Black Reel Awards 2023
- Nominierung für das Beste Erstlingsdrehbuch (Kay Oyegun)[15]

NAACP Image Awards 2023
- Nominierung als Bester Nebendarsteller (Cliff “Method Man” Smith)[16]